# Bois Boissel
Cet article possède un paronyme, voir Boisboissel.
Le bois Boissel est une étendue boisée, située dans la ville de Saint-Brieuc

## Toponymie et historique

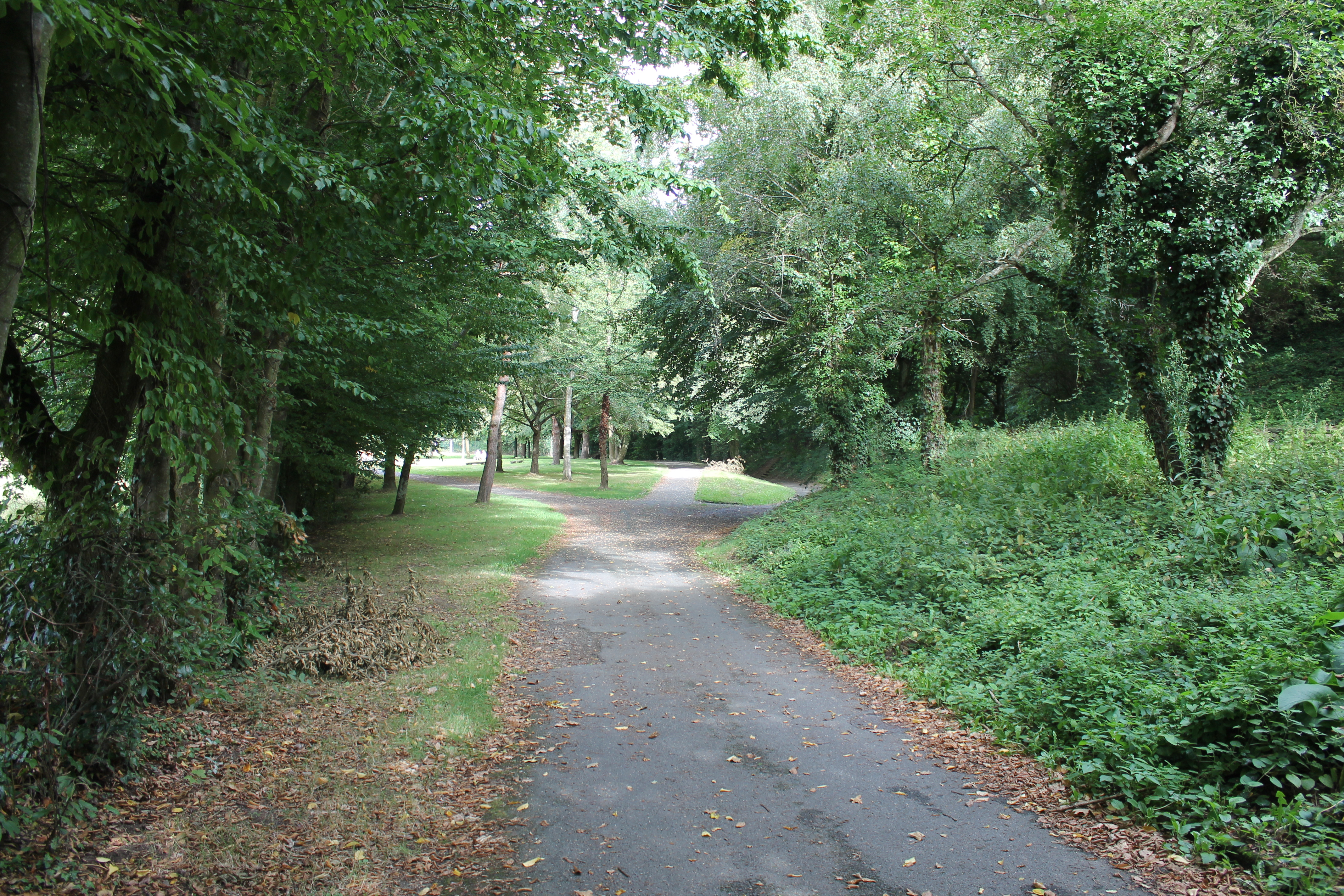
Sentier vers le bois.

« Le fief Boisboissel est fort ancien, Jules Henri Geslin de Bourgogne le cite comme antérieur à celui du Chapitre (corps des chanoines de la cathédrale) et indique son origine comme étant dans le territoire du comte breton Rigwall (voir les légendes). Ce qui explique son imbrication dans la ville de Saint-Brieuc, une position assez exceptionnelle, et des privilèges importants le tout en concurrence avec les biens et privilèges de l'évêque dont le fief canonical était presque enveloppé par les possessions du Bois Boissel. La configuration du fief de Boisboissel, entourant la mense capitulaire, confirmerait bien que le premier est préexistant au second. De plus, « la chapelle de Saint-Michel et le cimetière avaient été établis sur une terre du fief du Bois-Bouessel ». ».